# Chevrolet Task Force
Chevrolet Task Force – samochód dostawczo-osobowy typu pickup klasy wyższej produkowany pod amerykańską marką Chevrolet w latach 1955–1959. 

## Historia i opis modelu

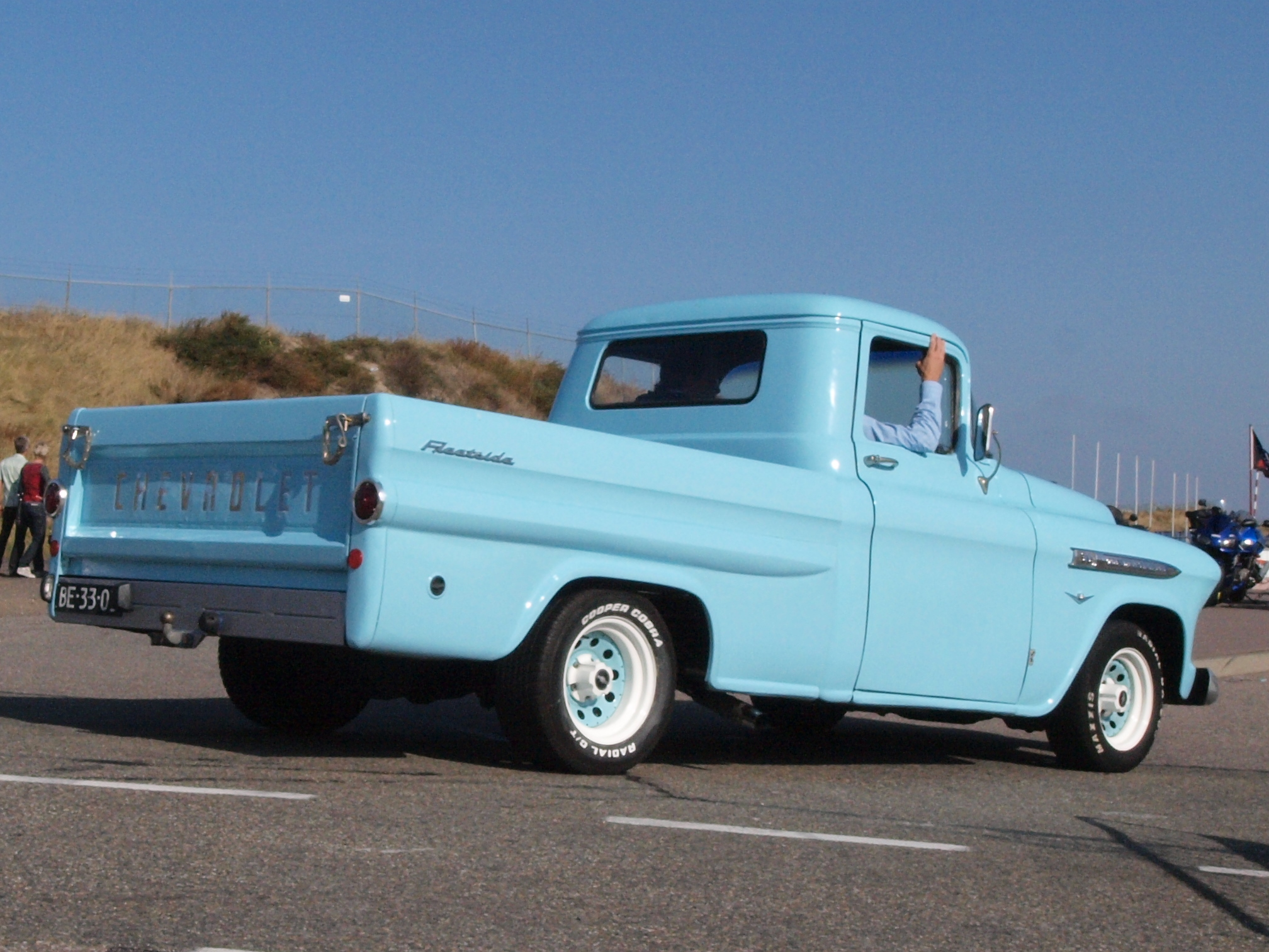
Chevrolet Task Force - tył

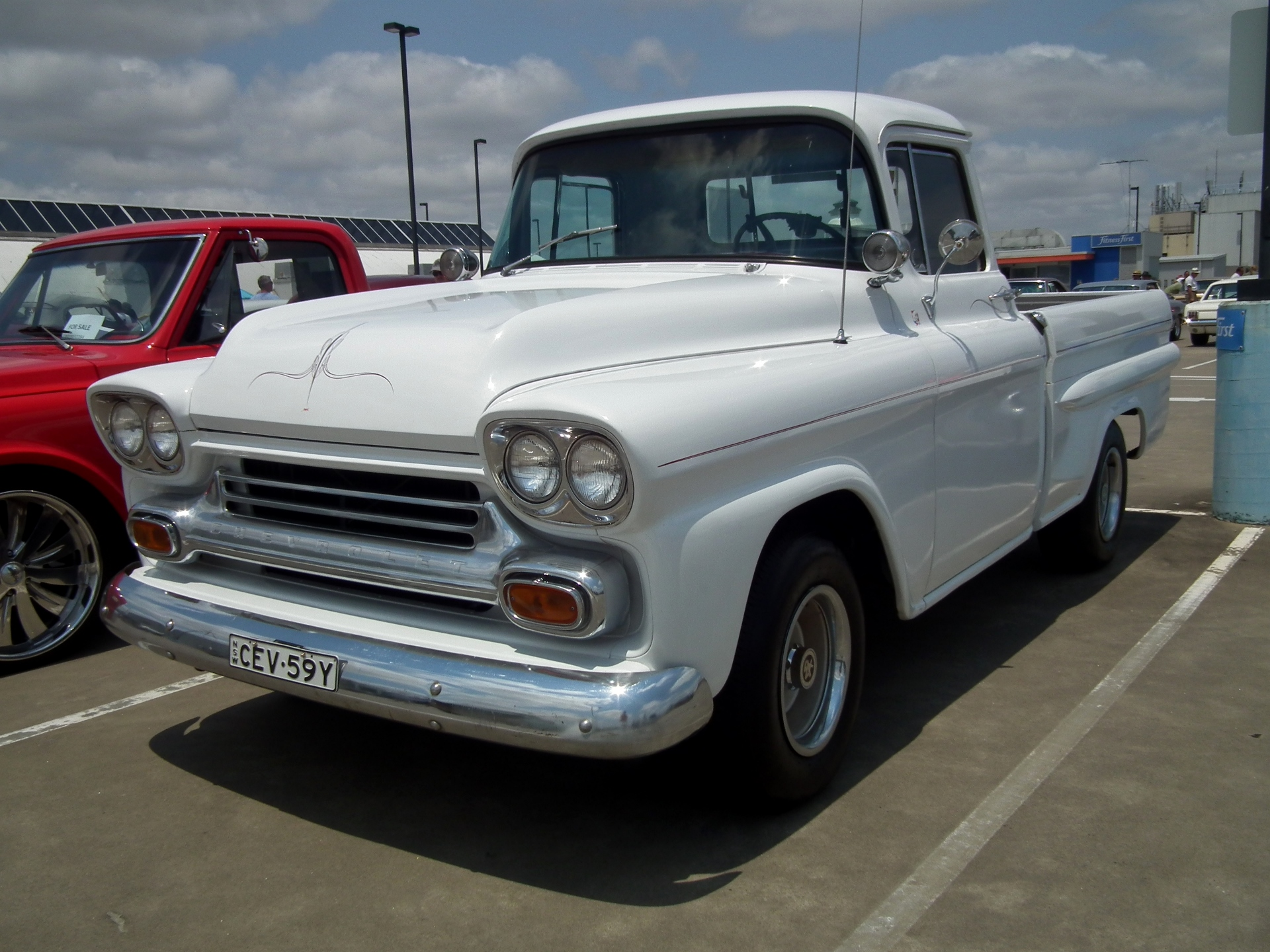
Chevrolet Task Force Apache

Model Task Force pojawił się w połowie lat 50. w ofercie Chevroleta jako gruntownie zmodernizowany następca linii półciężarówek Advance Design. Nawiązując do osobowych modeli producenta, nadwozie zyskało bardziej awangardowe linie z wysoko umieszczonymi, zabudowanymi kloszami reflektorów, a także dużą atrapą chłodnicy w kolorze nadwozia i wypukłą, obłą maską. W zależności od wariantu, Task Force w głębokim stopniu różnił się wizualnie.

### Wersje
- Apache
- Cameo
- Viking
- Spartan

### Silnik
- L6 3.9l
- V8 4.3l
- V8 4.6l